# Nikola Spiridonov
Nikola Spiridonov (Pleven, 28 de febrer de 1938 - 13 de març de 2021) va ser un jugador d'escacs búlgar i Gran Mestre Internacional des del 1979.

## Biografia i carrera

### Campió de Bulgària
Nikola Spiridonov va tenir una carrera prolífica, participant tant en el cicle de qualificació dels candidats al títol mundial (el 1969) com en tornejos tancats que reunien els jugadors més prestigiosos del seu temps. Així, va guanyar la final del campionat búlgar el 1969 sense perdre cap partit amb 13,5 punts sobre 19 (+8 = 11). Aquest resultat li va permetre participar al torneig zonal d'Atenes el 1969, on va acabar vuitè amb 9 punts sobre 18. També va acabar segon en el desempat a tres del Campionat Nacional de Bulgària el 1975 i va acabar tercer el 1982.
L'any 1971, va acabar primer ex aequo amb Helmut Pfleger del memorial Rubinstein, davant de'Aleksandr Zaïtsev i András Adorján.
Jugador amb un estil dinàmic i posicional, va competir amb els millors jugadors del seu temps com ho demostren les seves victòries sobre Mikhaïl Tal, David Bronstein, Mark Taimànov, Wolfgang Uhlmann, John Nunn, Lajos Portisch, Vlastimil Jansa, Ratmir Kholmov, Vladímir Tukmàkov i fins i tot Efim Geller. També va fer taules amb Robert Hübner, Nigel Short i Borís Spasski durant els seus dos enfrontaments.
Va arribar a la posició 91- 92 mundial el 1970 (classificació oficial publicada per Arpad Elo) i 1976, on va obtenir la seva millor puntuació Elo de 2.490 punts.

### Competicions per equips
Membre habitual de la selecció nacional búlgara, va participar per primera vegada a l'Olimpíada d'escacs de 1964 com a segon substitut i va obtenir 5,5 sobre 9 punts (l'equip búlgar va obtenir el setè lloc de la competició). A l'Olimpíada Universitària de 1965 (campionat del món sub-26 per equips), va guanyar la medalla d'or individual al segon tauler.
A més, Nikola Spiridonov va representar Bulgària en tres finals del Campionat d'Europa d'escacs per equips, guanyant una medalla de bronze individual el 1980 (on Bulgària va assolir el cinquè lloc de la competició) i el 1983.

### Entrenador i teòric
Des de mitjans dels anys vuitanta, Nikola Spiridonov es va dedicar principalment a la docència i era considerat un dels principals entrenadors de l'època. De fet, va ser l'encarregat d'entrenar equips joves al club de Caissa i després al club d'escacs NAO, on es concentraven l'elit nacional de jugadors joves i els millors jugadors del món. Entre els seus estudiants hi ha molts mestres i grans mestres internacionals, inclosos Vesselín Topàlov, Étienne Bacrot, Sébastien Mazé o fins i tot Jules Moussard. Va entrenar Maxime Vachier-Lagrave durant quatre anys, introduint-lo en la Defensa Grünfeld i a la tècnica dels finals.
Nikola Spiridonov era també un expert de renom mundial entre els seus companys en el camp de les finals, com també ho és Mark Dvoretsky.
Nikola Spiridonov va impartir el divendres 24 d'abril de 2020 un curs en línia de 2h30 a les finals, en el marc de la Masterclass de la Federació francesa d'escacs, emès gratuïtament al canal de YouTube FFE. Durant aquest últim, es va ocupar de les finals de Tours, Dones i de les que s'oposaven als tàndems Tour i Fou contra Tour i Cavalier, il·lustrades per l'anàlisi de la seva victòria contra el campió del món Mikhail Tal el 1984.